# Clock Tower (Computerspielreihe)
Clock Tower ist eine Videospiel-Reihe der Firma ASCII Entertainment. Seit der Veröffentlichung des ersten Teils im Jahr 1995 erschienen insgesamt drei weitere Teile und mehrere spirituelle Nachfolger.

## Clock Tower – The First Fear
Clock Tower – The First Fear wurde 1995 von ASCII Entertainment für PC, SNES und PlayStation veröffentlicht. Das Spiel erschien offiziell nur in Japan. Es gibt inzwischen auch eine deutsche Version für den WonderSwan mit dem Titel „WonderSwan Clock Tower“ (anderes Cover als das eigentliche Clock Tower).

### Handlung
Jennifer Simpson und ihre Freundinnen, Lotte, Laura und Ann werden von Mary Barrows aus dem Granite Waisenhaus adoptiert. Sie werden in eine Villa gebracht, die ihr neues Zuhause sein soll. Auf dem Weg zu Simon Barrows, dem Mann von Mary, verschwindet Mary spurlos. Jennifer geht hinterher um nachzusehen, doch als sie zurückkommt, sind ihre Freundinnen verschwunden. Das eigentliche Ziel des Spiels ist es, zu überleben und zu fliehen. Es sind etwa zehn verschiedene alternative Spielenden möglich.

## Clock Tower (in Japan: Clock Tower 2)
Clock Tower wurde 1997 von ASCII Entertainment für die PlayStation veröffentlicht. Das Spiel wurde von Human Entertainment entwickelt.

### Handlung
Jennifer Simpson hat das Drama im Haus der Familie Barrows überlebt und befindet sich jetzt in psychiatrischer Behandlung. Außer ihr hat noch der kleine Junge Edward, der sein Gedächtnis verloren hat, das Haus lebend verlassen können. Die Medien reißen sich um den Scissorman-Fall. Jennifer versucht unterdessen, wieder ein normales Leben zu führen. Doch eines Nachts steht der Psychopath erneut vor ihr und es scheint alles von vorne zu beginnen. Dabei soll der Killer von damals, der verhaltensgestörte Bobby Barrow (der neue „Scissorman“), längst tot sein. Es handelt sich in diesem Teil jedoch nicht um Bobby, sondern um seinen Bruder Dan, der im ersten Teil als hässliches Monster dargestellt wird. Sind Spiel-Ende A und B erfolgreich erreicht, stellt sich heraus, dass Edward Dan Barrow ist.

### Spielablauf
Eine Besonderheit von Clock Tower stellt sicherlich die Steuerung dar. Wird mit dem Cursor ein Ort oder Gegenstand in einem Raum angeklickt, begibt sich die Spielfigur dorthin.
Am Anfang des Spiels steuert der Spieler die Figur des Professor Barton von der Universität Oslo, der in diesem Fall ermittelt. Jede Entscheidung, die der Spieler trifft, beeinflusst das weitere Geschehen; so wechselt auch die Figur während des Spielverlaufs, so dass beispielsweise Jennifer oder Helen Maxwell (ihrer Adoptivmutter) gesteuert werden. Da in Clock Tower keine Waffen zum Einsatz kommen, müssen andere Wege und Mittel zur Rettung vor dem immer wiederkehrenden Scissorman (der sich stets durch ein bedrohliches musikalisches Thema ankündigt) gefunden werden. Dabei wechselt man entweder in den Fluchtmodus oder in den Panikmodus. Nähert sich Scissorman dem Spieler zu nahe, verfällt der Spieler in den Panikmodus und muss permanent die Paniktaste betätigen, um, mit viel Glück, Scissorman für einen kurzen Moment auszuschalten. Im Fluchtmodus hingegen muss man entweder einen passenden Gegenstand finden, mit dem Scissorman aufgehalten werden kann, oder sich ein Versteck suchen. Letzteres kann beliebig oft als Maßnahme ergriffen werden, garantiert allerdings keinen hundertprozentigen Erfolg.
Im Laufe des Spiels werden mehrere Bereiche passiert und es kommt zu Begegnungen mit vielen Personen. All diese Ereignisse werden durch unscheinbar anmutende Entscheidungen des Spielers beeinflusst, und so gibt es auch 10 verschiedene Enden. Clock Tower setzt auf Spannung und Taktik (wobei sich Letzteres v. a. auf den Überlebenskampf bezieht; viele Rätsel gibt es hier nicht zu lösen).

## Clock Tower 2 – The Struggle Within (In Japan: Clock Tower – Ghost Head)
Clock Tower 2 wurde 1998 von Agetec für die PlayStation veröffentlicht, erschien jedoch nur in Japan und den USA.

### Handlung
Die 16-jährige Alyssa Hale besucht das Familienhaus ihrer Freundin Ashley, muss aber feststellen, dass die jüngste Tochter der Familie, die sechsjährige Stephanie, sich in einen blutrünstigen, permanent lachenden, Zombie verwandelt hat, welcher mit einer Machete versucht, alle anwesenden Leute zu töten. Alyssas Aufgabe ist es, einen Ausweg aus ihrer Situation zu finden und die Geheimnisse der momentanen Geschehnisse zu lüften.

### Spielablauf
Der Spielablauf gleicht dem Vorgänger, wurde aber um einiges erweitert. So kann Alyssa in ihr zweites Ich "Bates" verwandeln, um dadurch verschiedene Ereignisse anders ablaufen zu lassen. Zusätzlich kann Bates auch mit Waffen umgehen, um Alyssas Feinde davon abzuhalten, sie umzubringen. Im Gegensatz zum Vorgänger gibt es 14 verschiedene Enden, dessen Großteil der Spieler aber nicht erst am Ende sieht, sondern schon, falls der Spieler einen Fehler gemacht hat, vorher und so zu einem verfrühten Spielschluss führen.

## Clock Tower 3
Clock Tower 3 wurde 2003 von Capcom für die PlayStation 2 veröffentlicht.

### Handlung
Die 14-jährige Alyssa lebt in einem Internat. Sie erhält einen Brief ihrer Mutter, in dem sie darum gebeten wird, sich bis nach ihrem 15. Geburtstag zu verstecken. Alyssa sorgt sich daraufhin und will in ihrem Elternhaus nach dem Rechten sehen. Doch noch ehe sie sich versieht, befindet sie sich an einem unbekannten Ort in einer anderen Zeitebene und erlebt, wie ein kleines Mädchen ermordet wird. Daraufhin wird sie selbst von dem psychopathischen Mörder verfolgt, muss überleben, dazu noch das plötzliche Verschwinden ihrer Mutter aufklären und immer wieder vor Geistern fliehen bzw. diese erlösen.

### Spielablauf
Clock Tower 3 verzichtet auf die Point&Click-Steuerung aus dem ersten Teil und bedient sich nun einiger Elemente, die bereits aus Abenteuern wie Resident Evil bekannt sind (z. B. die fest montierten Kameras).
Auch in diesem Teil besitzt die Hauptfigur keinerlei Waffen (außer Weihwasser, das jedoch lediglich zum Öffnen von Türen geeignet ist), weshalb Flucht wie immer die beste Lösung darstellt. Das Spiel setzt also wieder nicht auf „Schnetzeleien“, sondern mehr auf Taktik und subtile Spannung; so können zum Beispiel die Augenspielereien des verfolgenden Mörders zarte Gemüter durchaus in Panik versetzen. Als völlig neues Element im Horrorspiel-Genre wurde ein sogenannter Panik-Balken eingeführt, der die Lebensenergie-Anzeige ersetzt. Bricht Alyssa in Panik aus, füllt sich dieser Balken. Ist das Maximum erreicht, ist Alyssa vor Angst kaum noch steuerbar, zudem verfälscht sich ihr Blickfeld, wodurch die Orientierung schwerer fällt. Abhilfe schafft lediglich Lavendelwasser, das allerdings nur zur Beruhigung dient, nicht zur Bekämpfung von Geistern etc. Sucht Alyssa ein Versteck auf und wird entdeckt, steigt ihr Paniklevel wieder an und sie läuft davon.
Auch dieser Teil der Clock-Tower-Serie erstreckt sich über mehrere Areale, zudem spielt er in mehreren Zeiten. Das Spiel lebt vor allem von der dichten Handlung und der spannenden Atmosphäre, ähnlich wie Teil eins. Rätsel gibt es jedoch auch hier nicht viele zu lösen, was wohl auch fatal wäre, da der Spieler die meiste Zeit damit beschäftigt ist, zu überleben.